# Sundini

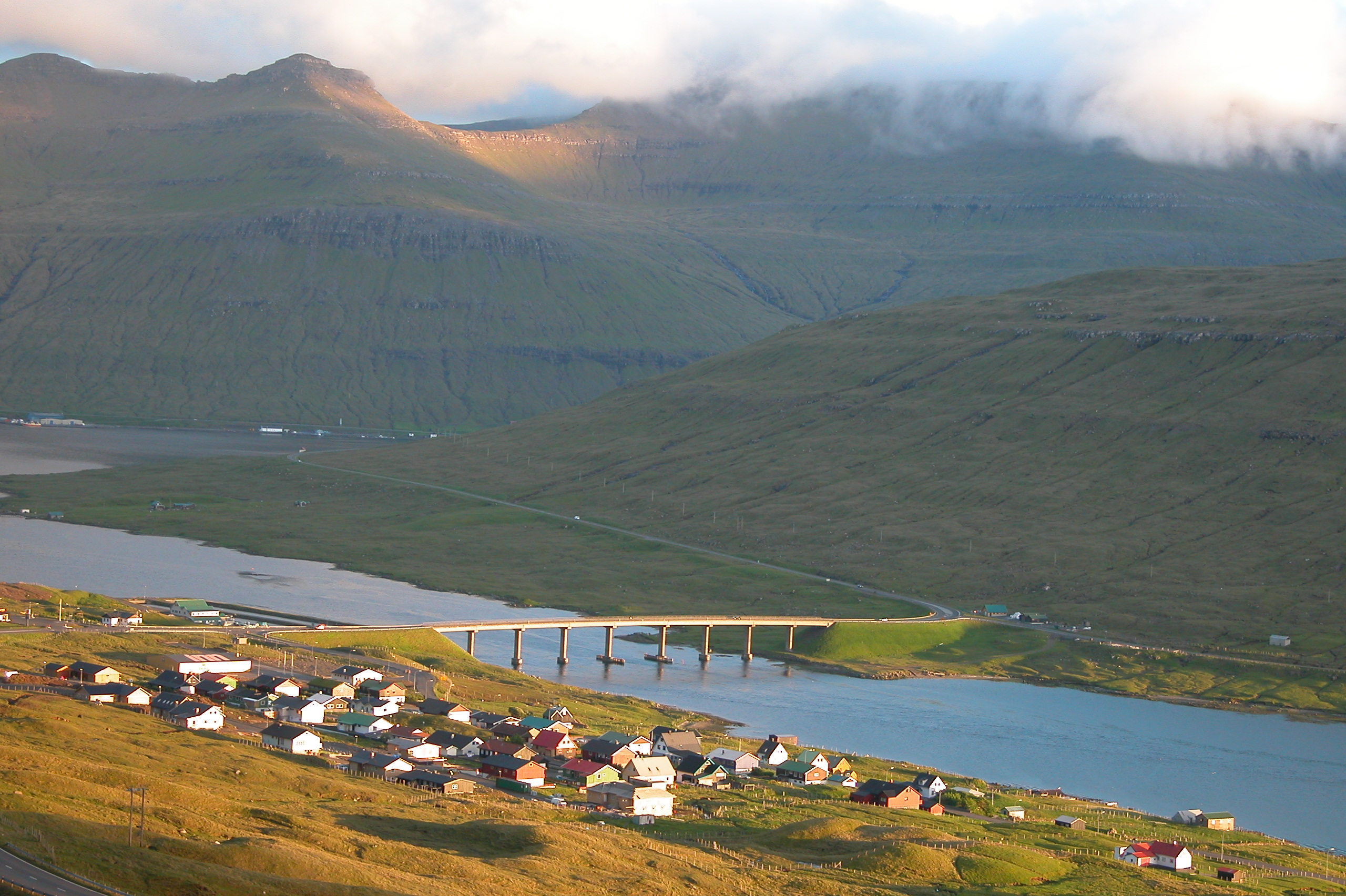
El Sundini en su parte más estrecha. Se observan en primer plano el pueblo de Norðskáli, el puente de Streymin y al fondo la isla Streymoy.

Sundini es un estrecho natural de las Islas Feroe que separa Streymoy y Eysturoy. Sundini es el plural de sund, y su significado literal en español es "los estrechos". 
La región a ambos lados del Sundini ha sido llamada históricamente el Sundalagið, que coincide parcialmente con el actual  municipio de Sundini, pero este último sólo incluye la parte norte.
El límite sur del Sundini está a la altura de los pueblos de Kollafjørður en el oeste y Morskranes en el este. En este punto se convierte en el Tangafjørður. El límite norte lo constituyen Tjørnuvík (oeste) y Eiði (este), donde el estrecho se junta con el Atlántico Norte.
El Sundini es conocido por sus fuertes corrientes marinas, que le han dado nombre a Streymoy (isla de las corrientes). El punto más estrecho es llamado Streymin (la corriente); ahí se construyó en 1973 el puente de Streymin, de 220 m de longitud.